# Point of View
Point of View – producent kart graficznych opartych na chipsecie nVidii.
Firma posiada oddziały w Europie, Tajwanie, Chinach i USA, jednak większość jej produktów trafia na rynek europejski.
Firma została założona w 2000 roku.